# ماساتو کودو
ماساتو کودو (انگلیسی: Masato Kudo؛ زاده ۶ مهٔ ۱۹۹۰) یک بازیکن فوتبال اهل ژاپن است.
که ۳ اکتبر ۲۰۲۲پس از تشخیص انفیلتراسیون مغزی در بیمارستان بستری شد و ۱۸ روز بعد در مورخ ۲۱ اکتبر در بیمارستان درگذشت.
وی همچنین در تیم ملی فوتبال ژاپن بازی کرده است.